# Pięciu
Pięciu – czarno-biały polski film psychologiczny z 1964 roku w reżyserii Pawła Komorowskiego. Przedstawia historię pięciu górników podczas katastrofy w kopalni. Zdjęcia kręcono w Rybniku (Niedobczyce, kopalnie "Chwałowice" i "Rymer"), Radlinie (kopalnia "Marcel") oraz na Pustyni Błędowskiej.

## Obsada
- Marian Kociniak − Kazio
- Andrzej Zaorski − Staszek
- Bogusław Sochnacki − Rysiek
- Ryszard Pietruski − strzałowy Bernard Kalus
- Tadeusz Kalinowski − Wala
- Anna Ciepielewska − Maryjka, żona Wali
- Magdalena Celówna − Alka, siostra Ryśka, dziewczyna Staśka
- Helena Dąbrowska − Helga, matka Ryśka
- Maria Kaniewska − Gerda Buchtowa, matka Edyty
- Jolanta Umecka − Edyta Buchta, miłość Ryśka
- Jerzy Nowak − Alfred Buchta, brat Maryjki
- Witold Pyrkosz − Alojz, przyjaciel Kalusa z wojska
- Andrzej Jurczak − syn Wali
- Tadeusz Schmidt − oficer niemiecki
- Michał Szewczyk − Francik, syn Tomali
- Jerzy Bielecki
- Genowefa Korska
- Janusz Kłosiński[a]